# Cirque antique de Lyon
Le cirque antique de Lyon est un cirque romain, monument destiné aux jeux hippiques de la colonie romaine de Lugdunum (Lyon). Si l’on dispose de preuves épigraphiques de son existence, sa localisation est sujette à débat en l’absence de vestiges archéologiques identifiés avec certitude.

## Preuves de l'existence du cirque de Lyon
Comme toutes les cités romaines d’une certaine importance, Lugdunum devait posséder les monuments publics habituels de la civilisation romaine : si le théâtre, l’amphithéâtre et les thermes ont été identifiés par leurs vestiges, la présence d’un cirque ou hippodrome est restée une hypothèse vraisemblable mais non étayée jusqu’au XXe siècle.
Une  mosaïque visible au musée de la Civilisation gallo-romaine, la mosaïque des Jeux du cirque, pourrait représenter ce monument lyonnais. La spina est  étonnamment formée de bassins aquatiques, ce qui suggèrerait sa proximité avec l'aqueduc du Gier dont l'eau est nécessaire à l'alimentation des bassins.
L’archéologie moderne est toutefois prudente, et considère qu’on manque d’éléments se rattachant à des vestiges précis pour affirmer que la mosaïque est réellement une reproduction du cirque de Lyon, et non un décor imaginé par des artistes. En revanche, trois inscriptions découvertes dans le périmètre archéologique de Lyon apportent la preuve certaine de l’implantation d’un cirque à Lugdunum.
Un bloc de pierre découvert au XIXe siècle en réemploi dans un jardin privé du quartier Bellecour et perdu depuis  (1,90 × 0,75 m) porte l'inscription suivante, qui atteste l'existence de ce cirque : 
« LOCA N(vmero) D IN CIRCO SEX(tvs) IVL(ivs) IANVARIVS AEDIL(is) DAT »

« 500 places sont aménagées dans le cirque par les soins de l'édile Sextus Julius Januarius ».
Une autre inscription trouvée en 1824 dans le quartier Saint-Irénée  indique que ces gradins, détruits ou dégradés, sont rétablis sous Marc Aurèle ou Septime Sévère par la communauté des centonaires (chiffonniers). 
« CVRANTE FVLVIO AEMILIANO C(larissimo) V(iro) LOCA QVAE IVLIVS IANVARIVS REI P(vblicae) DONAVERAT CENTONARI SVO IMPENDIO RESTITVERUNT »

« Le clarissime Fulvius Aemilianus étant curateur, les centonaires ont restauré à leur frais les places que Julius Junarius avait données à la cité ».

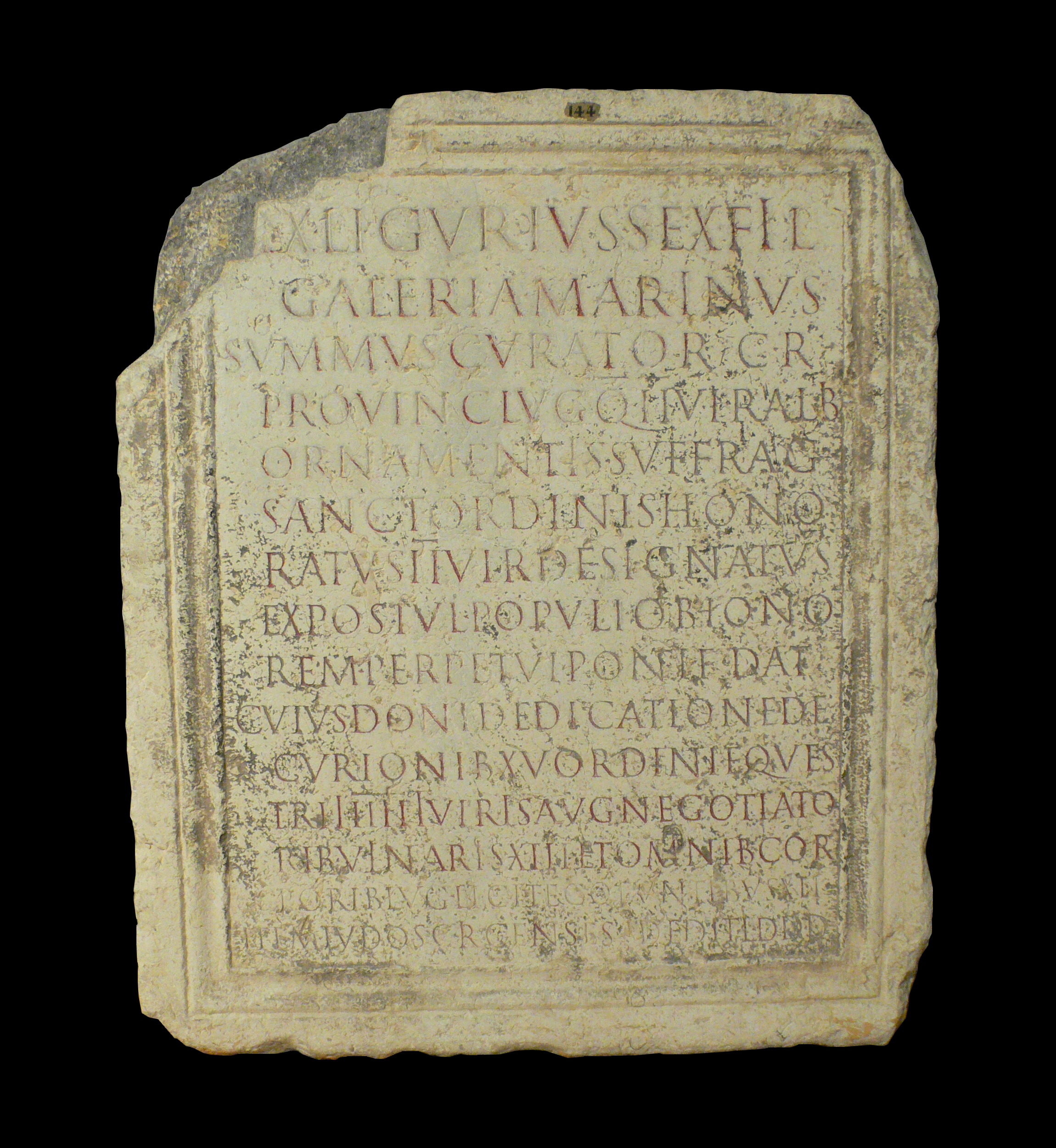
Inscription de Sextus Ligurius Marinus, CIL XIII, 1921.
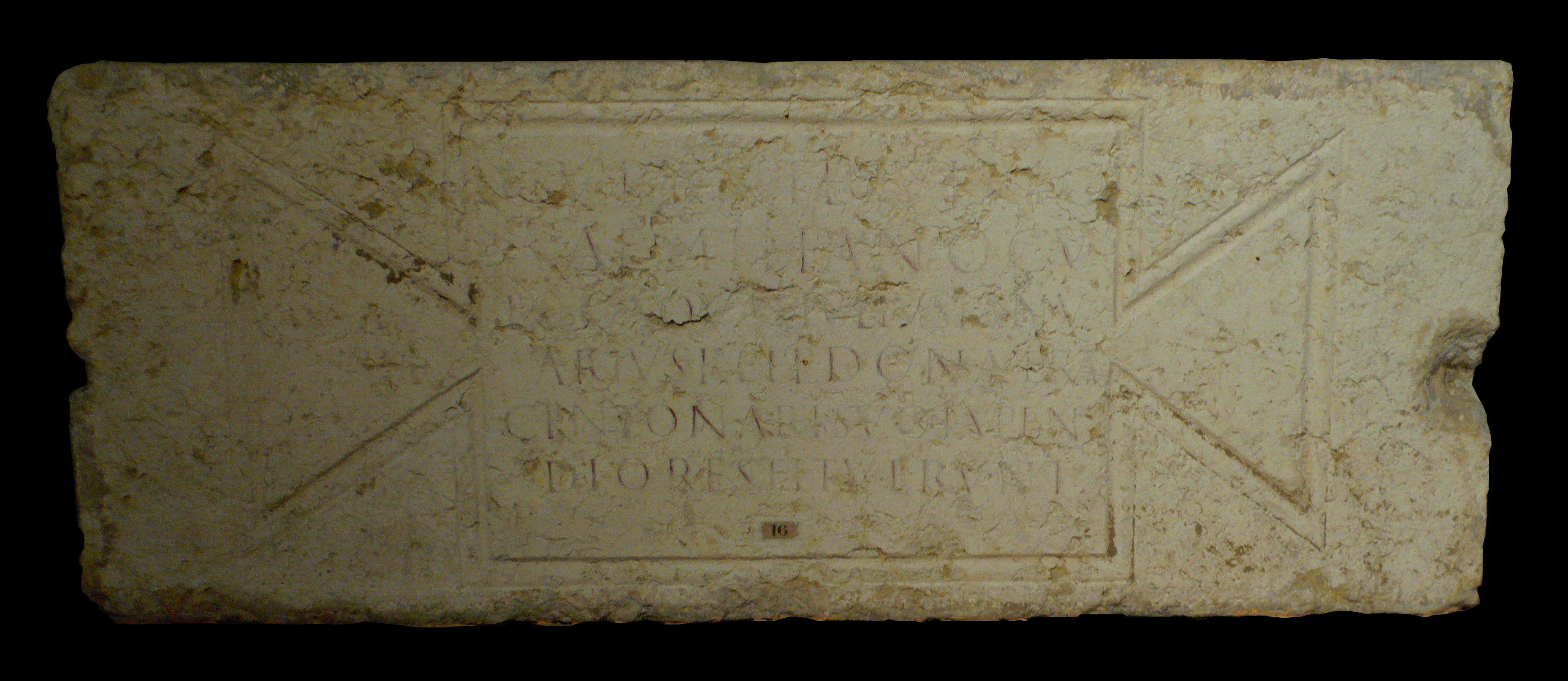
Titulus des centonaires de Lugdunum, CIL XIII, 1805.

On sait enfin par une troisième inscription que Sextus Ligurius Marinus, questeur et duumvir, offrit des jeux du cirque à son accession au pontificat perpétuel.

## Hypothèses de localisation

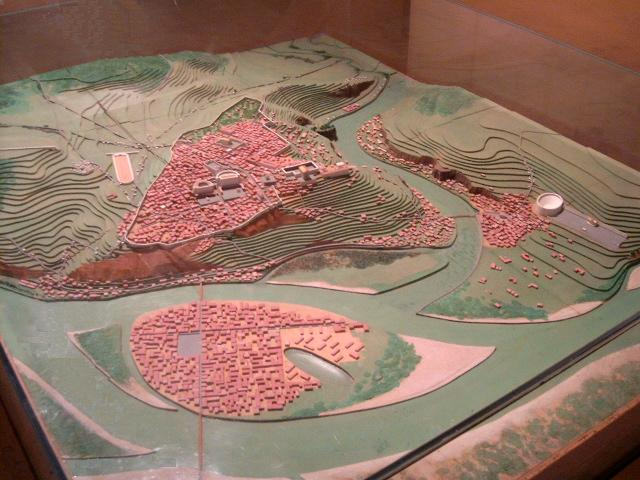
Maquette de Lugdunum avec le cirque placé dans le fossé de Trion selon l’hypothèse d'Amable Audin, directeur du Musée gallo-romain de Fourvière lorsque cette maquette fut réalisée et exposée dans le musée.

Par analogie avec d'autres cirques romains dont les vestiges sont connus, on sait qu'un cirque doit occuper un espace plat, à peu près rectangulaire et de plusieurs centaines de mètres de long, pour une largeur de l'ordre d'une cinquantaine de mètres. Le périmètre archéologique de Lyon offre plusieurs emplacements capables de satisfaire à ces critères.

### Presqu'île
Une première hypothèse est émise par le conservateur des monuments antiques de Lyon F. M. Artaud : il situe le cirque et le Sanctuaire fédéral des Trois Gaules dans le quartier d'Ainay, à proximité de la maison où fut découverte la mosaïque des jeux du cirque. Cette proposition de localisation s'est révélée erronée pour le sanctuaire fédéral, et n'est plus retenue pour le cirque. 
Les autres hypothèses se tournent vers le secteur de la colline de Fourvière, noyau de la colonie romaine et où se trouvent le quartier Saint-Irénée, provenance de l'inscription des centonaires, et l'arrivée de l'aqueduc du Gier, présumé servir à l'alimentation de bassins selon la figuration de la mosaïque des jeux du cirque.

### Plateau de Fourvière
Le haut de colline de Fourvière est un plateau qui a approximativement la forme d'un triangle dont les côtés nord et est dominent la rive droite de la Saône. Tandis que le centre et la face est du plateau étaient bâtis d'habitations et de monuments, le secteur nord-ouest /sud-est disposait d'espaces dégagés et plats sur plusieurs centaines de mètres, donc susceptibles d'accueillir un monument tel qu'un cirque. La proximité du quartier Saint Irénée est considérée comme un argument supplémentaire en faveur de ce secteur. Deux emplacements possibles du cirque furent suggérés à la fin du XIXe siècle :
- Auguste Allmer et Paul Dissard le situent dans la pointe sud du plateau, entre la rue Roger Radisson et la montée du Télégraphe[8].
- Hippolyte Bazin le place plus au nord ouest sur le plateau, le long de la rue Pauline-Marie Jaricot, limité au sud par la rue Roger Radisson, et s'étendant au nord sur le cimetière de Loyasse[9].

### Fossé de Trion
L’archéologue Amable Audin (1899-1990) situe le cirque dans le fossé de Trion qui borde le côté occidental du plateau de Fourvière, seul endroit selon lui suffisamment plat pour abriter cette structure et apparemment dépourvu de vestiges de tombes. La proximité des nécropoles du quartier Saint Irénée renforce cette supposition, car les jeux du cirque et la mort sont souvent liés dans la Rome antique, à l'occasion des jeux funéraires. Cette proximité est à mettre en parallèle avec le cas de la Vienne antique en Isère, où nécropole et cirque sont géographiquement proches.

## Indices archéologiques
Les hypothèses de localisation sont essentiellement des déductions basées sur les possibilités  topographiques pour l’implantation d’un monument ayant les dimensions d’un hippodrome, et la proximité du tracé de l’aqueduc du Gier pour alimenter ses hypothétiques bassins décoratifs. Malgré ses grandes dimensions et son ornementation, le cirque n’a pas laissé de trace visible, comme c’est le cas pour la pyramide de Vienne, cité voisine de Lugdunum. L’archéologue Amable Audin justifie cette absence de trace en suggérant que le cirque était une construction en bois, donc périssable.
De plus, la découverte de vestiges archéologiques qui puissent confirmer une de ces localisations est problématique : les zones supposées sont des terrains difficiles à fouiller, car en grande partie urbanisés et privés, ou occupés comme le cimetière de Loyasse. Seules sont possibles au XXe siècle des fouilles de sauvetage, au hasard des travaux d’aménagements. Divers vestiges, parfois non datés, (fragments de mosaïques, rebuts de poterie, petits autels, etc.) témoignent d’une extension de la ville romaine dans ces secteurs, sans que l’on puisse les considérer comme des indices de la présence ou de l’impossibilité de présence du cirque.
Lors des raccordements aux réseaux des maisons de la rue Pauline-Marie Jaricot en 1912, en 1949 et en 1957, les tranchées de pose ont révélé de point en point des vestiges de maçonnerie antique sur toute la longueur de la rue, dont Amable Audin fit des relevés en 1949 et 1957. Malgré la difficulté d’observer une orientation et une articulation d’ensemble, à cause de la petitesse des tranchées, il repéra notamment un système de 6 murs de 1,20 m d’épaisseur espacés de 3,5 mètres, qu’il interpréta comme une série de boutiques.
Des fouilles de sauvetage en 1986-1987 rue Henry Le Chatelier, proche du cimetière de Loyasse, ont mis au jour des vestiges d’un édifice d’époque romaine conservé jusqu’à une élévation de cinquante centimètres, et formant une structure alvéolée dégagée sur 34 mètres de long, pour une largeur de dix mètres. Cette base d’édifice présentait un plan en grille, avec deux murs parallèles reliés par 5 murs perpendiculaires formant des cellules régulières, mesurant intérieurement 7,4 m par 3,5 m. La forme et l’épaisseur des murs (1,2 mètre), leur correspondance avec les sondages réalisés rue Pauline-Marie Jaricot, suggèrent qu’ils pourraient être des soubassements destinés à supporter des gradins, sans doute en bois.  Cette découverte est à ce jour le meilleur indice étayant l'hypothèse d'un cirque bordé par la rue Pauline-Marie Jaricot et à cheval sur le cimetière de Loyasse.
L'Atlas topographique de Lugdunum propose le tracé le long de la rue Pauline Jaricot, selon l'hypothèse d'Hippolyte Bazin.